# 夏威夷凹腹鱈
夏威夷凹腹鱈，為輻鰭魚綱鱈形目鼠尾鱈科的其中一種。分布於太平洋夏威夷群島海域，屬深海底棲魚類，棲息深度在411-673公尺，體長可達31公分，棲息在大陸坡底層水域，生活習性不明。